# Короленкова дача
Короле́нкова Да́ча — ландшафтний заказник загальнодержавного значення в Україні. Розташований у межах Шишацького району, Полтавської області, біля сіл Малий Перевіз та Покровське.

## Характеристика
Площа 112,8 га. Створений у 1996 році. Площа при створенні — 79,1 га. У 2016 році територію заказника було збільшено до 112,8 га (на 33,7 га земель комунальної власності, які розташовуються в межах села Покровське). Перебуває у віданні ДП «Полтаваоблагроліс» (Шишацьке агролісництво).
Заказник створено з метою охорони та збереження флори і фауни водно-болотних комплексів річки Псел. Тут у незайманому стані збереглися природні ландшафти нагірних дібров та степових ділянок в комплексі з луками, озерами та обводненими болотами заплави Псла.
У заказнику зростає велика кількість рідкісних рослин, у тому числі таких, що занесені до Червоної книги України: зозулинець болотний, косарики тонкі, ковила волосиста, коручка чемерникоподібна, тюльпан дібровний, сальвінія плаваюча.
В межах «Короленкової Дачі» мешкають такі птахи, як лелека чорний, гоголь, змієїд, лунь польовий, журавель сірий, скопа, орел-карлик, підорлик малий, поручайник, сорокопуд сірий. З ссавців помічені горностай і видра річкова.
На території заказника, на хуторі Хатки поблизу села Покровське, зберігся двоповерховий дерев'яний будинок, в якому у 1905—1919 роках майже щоліта відпочивав і працював Володимир Короленко. До 150-ліття від дня народження письменника садиба була відреставрована.

## Галерея

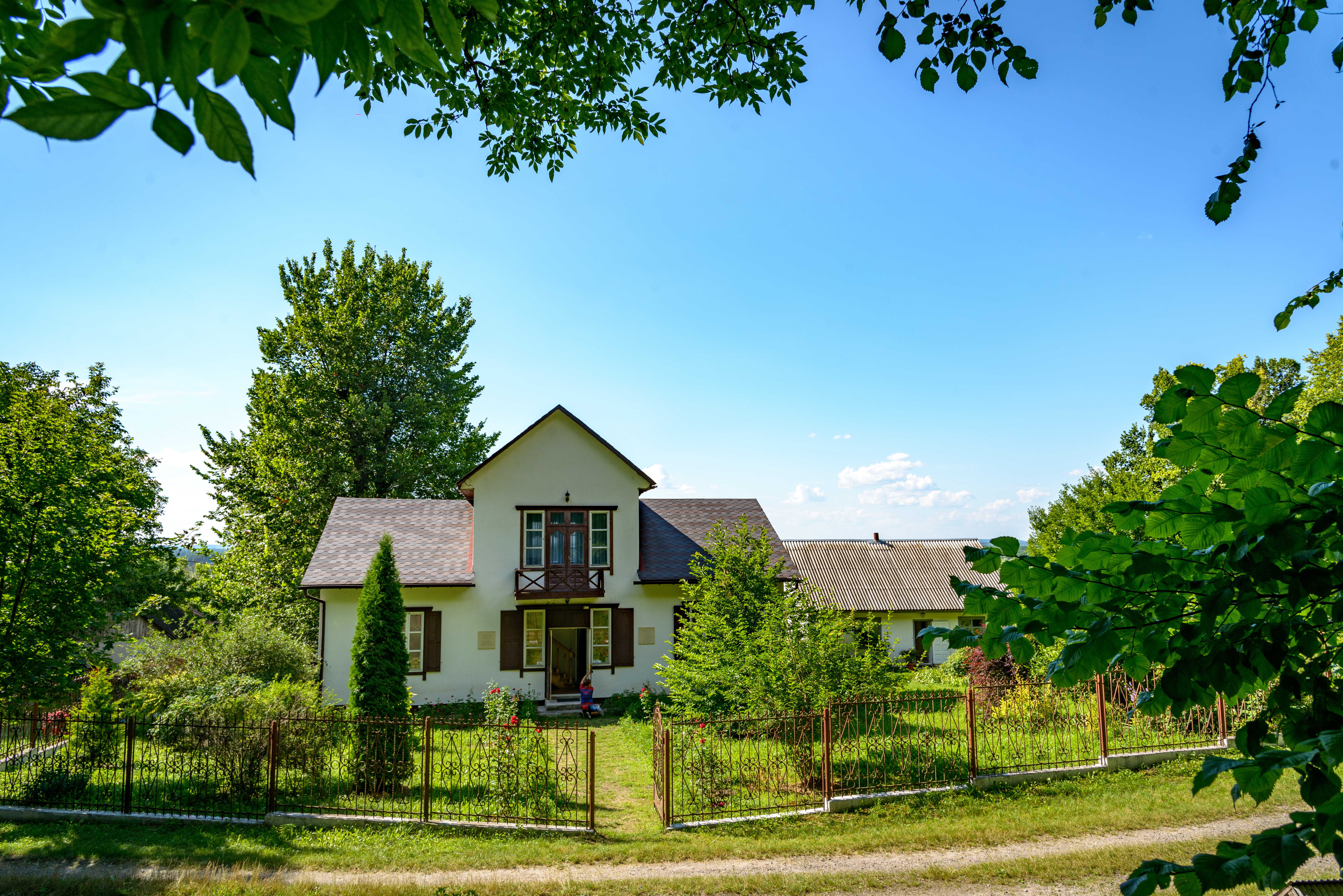
Відреставрована садиба Короленка
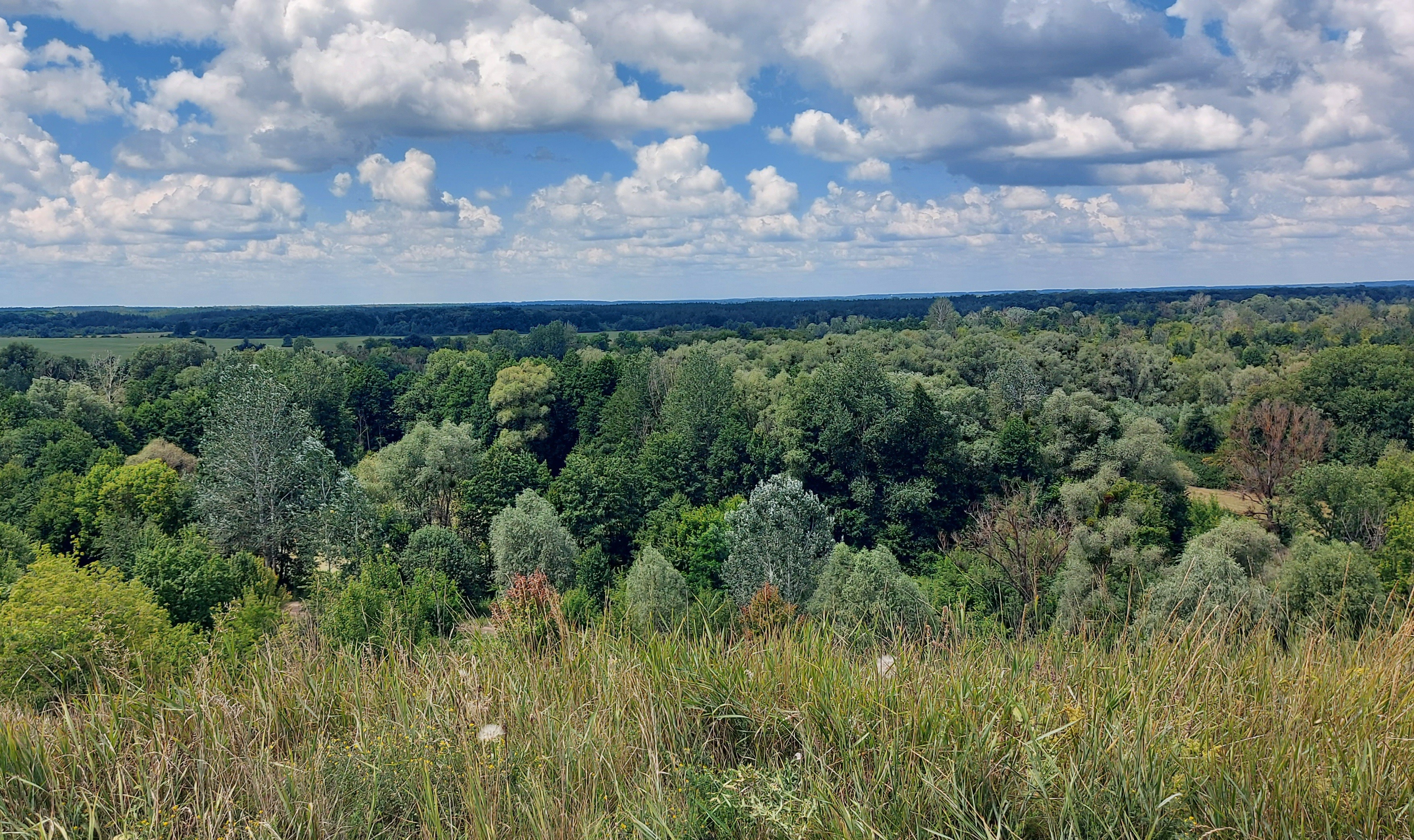
Заплавні діброви
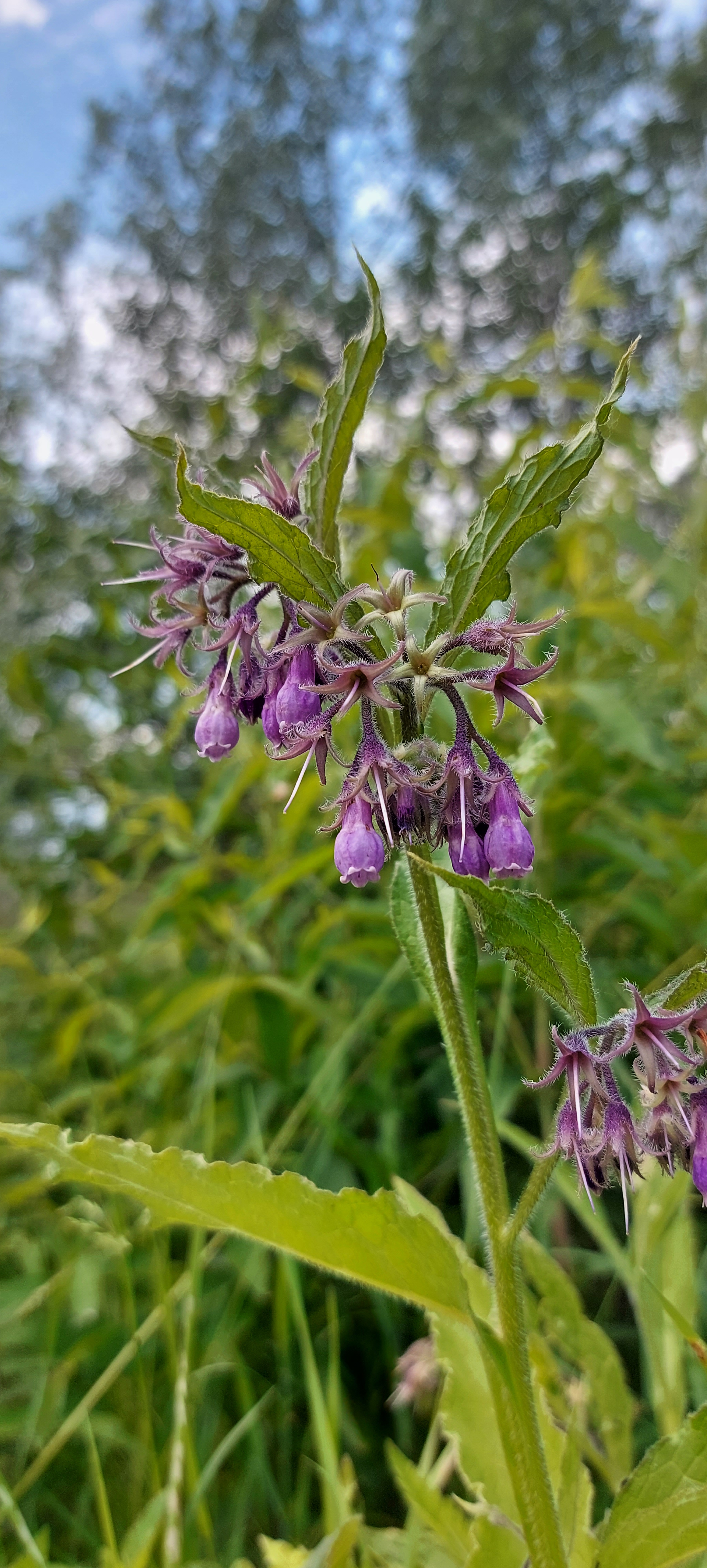
Живокіст лікарський